# برستون سميث (محامي)
برستون سميث (بالإنجليزية: Preston Smith)‏ هو محامي أمريكي، ولد في 25 ديسمبر 1823 في مقاطعة غيلز في الولايات المتحدة، وتوفي في 19 سبتمبر 1863 في مقاطعة كاتوسا في الولايات المتحدة.